# Ribatejada
Ribatejada település Spanyolországban, Madrid tartományban. Ribatejada Fresno de Torote, Valdeolmos-Alalpardo, Valdetorres de Jarama, Talamanca de Jarama, El Casar, Galápagos, Valdeavero és Torrejón del Rey községekkel határos. Lakosainak száma 900 fő (2024).

## Népesség
A település népessége az utóbbi években az alábbiak szerint változott:
| Lakosok száma | 390  | 419  | 540  | 625  | 664  | 689  | 702  | 783  | 871  | 900  |
|               | 2001 | 2004 | 2007 | 2009 | 2012 | 2014 | 2017 | 2019 | 2022 | 2024 |